# Münchausenov sindrom preko posrednika
Artificijelni poremećaj preko posrednika, bolje poznat kao Münchausenov sindrom preko posrednika ili Münchausenov sindrom po bližnjem je stanje u kojem njegovatelj stvara privid zdravstvenih problema i nameće ih drugoj osobi, obično svom djetetu, koristeći se manipulacijom, krivotvorenjem testnih uzoraka, pasivnim ozljeđivanjem djeteta i sl. Njegovatelj tada predstavlja osobu kao bolesnu ili ozlijeđenu.
Dijagnoza biva podržana kada odvajanje djeteta od skrbnika rezultira poboljšanjem simptoma.
U više od 95% slučajeva, skrbnik počinitelj je majka.

## Znakovi i simptomi
Kod artificijelnog poremećaja preko posrednika, skrbnik čini da žrtva izgleda psihički ili fizički bolesno. Kako bi produžio medicinski odnos ili odnos sa žrtvom, njegovatelj sustavno lažno predstavlja simptome, izmišlja znakove, manipulira laboratorijskim testovima ili čak namjerno šteti žrtvi (npr. trovanjem, gušenjem, infekcijom, fizičkom ozljedom). Važno je napomenuti da se skrbnik ne ponaša ovako zbog očite nagrade, poput novca.
Problem kod Münchausenovog sindroma preko posrednika jest što je mnoge od navodnih simptoma lako lažirati iz razloga što su subjektivni. Npr. skrbnik koji prijavljuje da je njegovo dijete imalo temperaturu u posljednja 24 sata iznosi tvrdnju koju je nemoguće dokazati ili opovrgnuti.

### Smrtnost
Studije su pokazale stopu smrtnosti između šest i deset posto, što ovaj poremećaj čini možda najsmrtonosnijim oblikom zlostavljanja. Prema jednoj studiji, prosječna dob žrtve u vrijeme dijagnoze bila je četiri godine. Nešto više od 50% bilo je dobi od 24 mjeseca ili manje, a 75% bilo je mlađe od šest godina. Prosječno trajanje od pojave simptoma do dijagnoze bilo je 22 mjeseca. Do trenutka postavljanja dijagnoze, šest posto oboljelih osoba bilo je mrtvo, uglavnom od apneje (česta posljedica gušenja) ili gladovanja, a sedam posto imalo je dugotrajne ili trajne ozljede. Otprilike polovica oboljelih imala je braću i sestre; 25% poznate braće i sestara bilo je mrtvo, a 61% braće i sestara imalo je simptome slične oboljelima ili su na neki drugi način bili sumnjivi. Majka je bila počinitelj u 76,5% slučajeva, a otac u 6,7%.

### Znakovi upozorenja
Znakovi upozorenja na poremećaj uključuju:
- Dijete koje ima jedan ili više zdravstvenih problema koji ne reagiraju na liječenje ili koji prate neobičan, zbunjujući i neobjašnjiv tijek.
- Fizički ili laboratorijski nalazi koji nisu u skladu s pacijentovim prikazom ili poviješću, ili su fizički ili klinički nemogući.
- Roditelj koji se čini medicinski upućen, fasciniran medicinskim detaljima i bolničkim tračevima, čini se da uživa u bolničkom okruženju i pokazuje interes za detalje problema drugih pacijenata.
- Vrlo pažljiv roditelj koji nerado napušta svoje dijete i koji sam zahtijeva stalnu pažnju.
- Roditelj koji se čini neuobičajeno smirenim suočen s ozbiljnim poteškoćama u liječenju svog djeteta, a istovremeno pruža veliku podršku i ohrabruje liječnika, ili onaj koji je ljut, obezvrjeđuje osoblje i zahtijeva daljnju intervenciju, više postupaka, drugo mišljenje ili premještaj.
- Osumnjičeni roditelj može i sam raditi u zdravstvenoj skrbi ili se zanimati za posao vezan uz zdravstvo.
- Znakovi i simptomi djetetove bolesti mogu se smanjiti ili jednostavno nestati u odsutnosti roditelja (možda će biti potrebna hospitalizacija i pažljivo praćenje kako bi se utvrdio ovaj uzročni odnos).
- Obiteljska povijest slične ili neobjašnjive bolesti ili smrti brata ili sestre.
- Roditelj sa simptomima sličnim medicinskim problemima njihovog djeteta ili s poviješću bolesti koja je sama po sebi zbunjujuća i neobična.
- Sumnja na emocionalno distancirani odnos između dva roditelja; supružnik često ne posjećuje bolesnika i ima nedovoljan kontakt s liječnicima čak i kada je dijete hospitalizirano zbog teške bolesti.
- Roditelj koji prijavljuje dramatične, negativne događaje, kao što su požari, provale ili prometne nesreće, koji pogađaju njega i njegovu obitelj dok je njegovo dijete na liječenju.
- Roditelj za kojeg se čini da ima neutaživu potrebu za dodvoravanjem ili koji se sebično trudi javno priznati svoje sposobnosti.
- Dijete čije se stanje neobjašnjivo pogorša kad god je planiran otpust.
- Dijete koje traži savjet od roditelja kako bi glumilo da je bolesno u prisustvu medicinskog osoblja.
- Dijete koje je za svoju dob pretjerano artikulirano u pogledu medicinske terminologije i vlastitog procesa bolesti.
- Dijete koje dolazi u odjel hitne pomoći s poviješću ponovljene bolesti, ozljede ili hospitalizacije.

## Uzroci
Ponašanje skrbnika počinitelja shodno ovom sindromu ne mora imati poseban cilj ili dobit, kao npr. novčanu, djelomično zbog čega je točan uzrok sindroma u počinitelja nepoznat. Primarni motivi mogu biti ostvarivanje ovisnosti žrtve o njegovatelju, dobivanje pažnje ili manipuliranje liječnicima. Međutim, ponašanje shodno sindromu ne mora biti posve motivirano, već i traumatski inducirano; čimbenici rizika kod ženskih počinitelja uključuju komplikacije povezane s trudnoćom, također i skrbnika koji je u djetinjstvu bio zlostavljan ili mu je također nametnut lažni poremećaj.

## Liječenje i prevencija

### Liječenje počinitelja
Nije poznato koliko je učinkovita terapija za počinitelje Münchausenovog sindroma; pretpostavlja se da bi moglo djelovati na one koji priznaju da imaju problem. Prognoza za počinitelja je loša, međutim, postoji sve više literature o mogućim oblicima terapije.

### Liječenje žrtve
Lijek za žrtvu je potpuno odvajanje od skrbnika. Kada su posjeti roditelja dopušteni, ponekad dolazi do katastrofalnog ishoda za dijete.
Sindrom može imati mnoge dugoročne emocionalne učinke na dijete. Ovisno o njihovom iskustvu medicinskih intervencija, postotak djece može naučiti da će najvjerojatnije dobiti pozitivnu roditeljsku pažnju za kojom žude kada igraju ulogu bolesnika pred pružateljima zdravstvenih usluga. Nekoliko izvješća o slučajevima opisuje pacijente s Münchausenovim sindromom za koje se sumnja da su bili žrtve. Traženje osobnog zadovoljstva kroz bolest može stoga u nekim slučajevima postati doživotni i generacijski poremećaj. Nasuprot tome, druga izvješća sugeriraju da su osobe koje su preživjele Münchausenov sindrom preko posrednika izbjegavale medicinske tretmane zbog posttraumatskih reakcija.

## Uloga zdravstva
Za ovaj poremećajni oblik zlostavljanja jedinstvena je uloga koju imaju pružatelji zdravstvenih usluga tako što aktivno, iako nenamjerno, omogućavaju zlostavljanje. Reagirajući na brige i zahtjeve počinitelja, medicinski stručnjaci su često izmanipulirani u partnerstvo u zlostavljanju djeteta. Medicinski stručnjaci mogu biti lako zavedeni da propisuju dijagnostičke testove i terapije koje mogu biti bolne ili potencijalno štetne za dijete. Ako se zdravstveni djelatnik opire naručivanju daljnjih testova, lijekova, postupaka, operacija ili specijalista, počinitelj će napraviti tako da medicinski sustav izgleda nemarno jer odbija pomoći bolesnom djetetu i njegovom skrbniku. Poput i onih s Münchausenovim sindromom, poznato je da počinitelji često mijenjaju doktora sve dok ne pronađu onog koji je voljan zadovoljiti njihove potrebe. Iz tih razloga medicinski stručnjaci moraju biti educirani o poremećaju i o znakovima upozorenja kako bi ga mogli prepoznati kod žrtve, a i kod počinitelja.
Ako je dijete spašeno i hospitalizirano, medicinski stručnjaci moraju pomno nadzirati i prevenirati posjete njegova skrbnika počinitelja kako bi spriječili pogoršanje djetetova stanja. Osim toga, medicinski stručnjaci imaju dužnost prijaviti takvo zlostavljanje pravnim tijelima, jer čak i kada je dijete odvedeno, počinitelj može početi zlostavljati drugo dijete: brata ili sestru ili drugo dijete u obitelji.